# Du gehst nicht allein

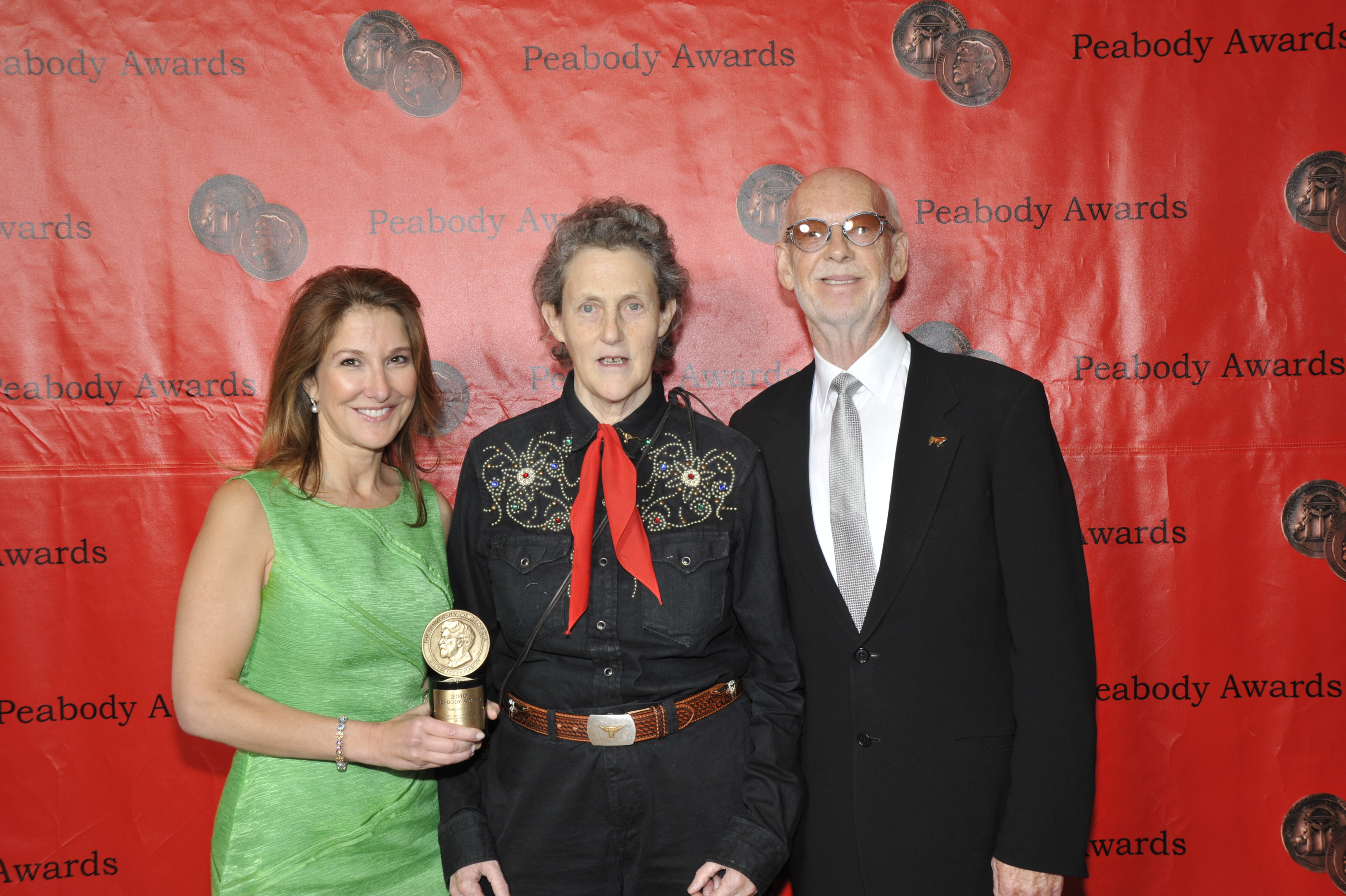
Emily Gerson Saines, Temple Grandin und Mick Jackson (2011)

Du gehst nicht allein (Originaltitel: Temple Grandin) ist ein US-amerikanischer Fernsehfilm des Regisseurs Mick Jackson aus dem Jahre 2010, der von HBO produziert wurde. Er thematisiert das Leben von Temple Grandin, einer autistischen Spezialistin für Tierwissenschaften, deren Rolle von Claire Danes gespielt wird.
Die Filmbiographie wurde für zahlreiche Auszeichnungen nominiert und gewann unter anderem einige Emmy Awards und einen Golden Globe Award.

## Inhalt
Die Filmbiographie stellt das Leben von Temple Grandin von dem Beginn ihres College-Studiums bis zum Ende ihrer Hochschulzeit dar. In einigen Rückblenden wird auch ihre Kindheit beleuchtet. In den 1950er Jahren wird bei der jungen Temple Grandin Autismus diagnostiziert. Sie erträgt keine körperliche Nähe, hat Schwierigkeiten mit der sozialen Interaktion und nimmt ihre Umgebung ausschließlich in Bildern wahr – sie hat ein fotografisches Gedächtnis. Durch das Engagement ihrer Mutter Eustacia und ihres Lehrers Dr. Carlock gelingt ihr jedoch der High-School-Abschluss.
Die Sommerferien vor dem College verbringt Temple auf der Farm ihrer Tante Ann, wo sie den ersten Umgang mit Tieren lernt. Später erleidet sie einen Panikanfall – ausgelöst durch den Kontakt mit fremden Menschen und des Bruchs mit den für sie unabdingbaren Regeln. Eine Art Klauenstand auf der Farm verwendet sie, um sich von dem Panikanfall zu erholen. Für Temple simuliert und ersetzt die Maschine eine menschliche Umarmung.
Auch auf dem College, das sie aufgrund der vielen unbekannten Menschen fürchtet, kommt es zu Konfrontationen mit ihren Kommilitonen und teilweise auch Professoren. Diese zeigen meist kein Verständnis für ihre Behinderung. Deshalb baut sie sich eine Apparatur in ihrem Zimmer, die dem Klauenstand auf der Farm ähnelt. Erst nachdem sie eine eigene Studie durchführt, die die Wirksamkeit ihrer Maschine bei anderen Personen wissenschaftlich belegt, erlaubt der College-Direktor, die Apparatur zu behalten. Dies und die Unterstützung ihrer blinden Freundin Alice ermöglichen es Temple, das Studium zu überstehen und einen erfolgreichen Abschluss zu erzielen.
Temple Grandin findet während ihres Studiums der Tierwissenschaften an einer Universität eine Anstellung auf einem Schlachthof. Ihre Erfahrungen nimmt sie zum Anlass, ihre Masterarbeit über das unterschiedliche Muhen von Rindern zu schreiben. Der Leiter des Schlachthofs lehnt dies jedoch ab und Temple wird abermals mit Vorurteilen konfrontiert. Letztlich gelingt es ihr anderweitig, die erforderliche Genehmigung zu erlangen. Ihre Masterarbeit wird von ihrem Professor, aber auch von der Presse hochgelobt.
Temple veröffentlicht weitere Arbeiten über Apparaturen und Konstruktion in der Viehwirtschaft, die den Schlachtablauf effizienter und vor allem für die Tiere weniger grausam gestalten sollen. Dies gelingt ihr dadurch, dass sie sich exakt in Rinder hineinversetzen kann. Temple Grandin erlangt somit überregionale Bekanntheit. Ihre Karriere ermöglicht ihr auch das Erlernen sozialer Kompetenzen und die teilweise Überwindung der Einschränkungen bedingt durch ihre Krankheit. Der Film endet mit einem Kongress über Autismus, auf dem Temple durch einen spontanen Vortrag über ihre Lebensgeschichte die Masse begeistert.

## Hintergrund
Die Dreharbeiten zu dem Film Du gehst nicht allein begannen im Oktober 2008 und fanden ausschließlich in Texas statt. Temple Grandin war selbst an einigen Drehtagen anwesend und bekam vorab Filmszenen zu Gesicht. Sie beschrieb ihr Erlebnis als „eine merkwürdige Zeitreise zurück in die 60er“ (original: „It was like going back in a weird time machine to the ’60s.“). Sie lobte Claire Danes’ schauspielerische Leistung. Des Weiteren wurde sie aktiv in die Dreharbeiten miteinbezogen, um als Beraterin die korrekte Umsetzung ihrer Lebensgeschichte zu gewährleisten.
Am 27. Januar 2010 fand die Uraufführung des Films statt, der Grandin selbst auch beiwohnte. Am 6. Februar strahlte HBO den Film nach einer umfassenden Werbekampagne erstmals aus. Die deutsche Erstausstrahlung führte der Fernsehsender Arte am 23. Dezember 2011 durch. Der Film wurde in Deutschland nur mäßig beworben und erreichte kein breites Publikum.

## Rezeption

### Kritik
Die Filmbiographie Du gehst nicht allein (original Temple Grandin) wurde äußerst positiv bewertet. Auf der Website Rotten Tomatoes erhielt der Film von 100 % der 30 Kritiker eine positive Wertung. Deren Durchschnitt liegt bei 8,7 von 10. Auch in der Internet Movie Database sticht der Film mit einer durchschnittlichen Wertung von 8,3 positiv heraus.
In der amerikanischen Presse lobte unter anderem Alessandra Stanley von der Zeitung The New York Times den Film und beschrieb ihn als „funny, instructive and also intangibly charming“ (deutsch: „amüsant, lehrreich und auch unfassbar liebreizend“). Vor allem wurde aber auch Claire Danes’ Leistung gelobt. So schrieb Jennifer Armstrong von der Zeitschrift Entertainment Weekly: „Ms. Danes is completely at ease in her subject […]. She makes Temple’s anxiety as immediate and contagious as her rarer bursts of merriment…“ (deutsch etwa: „Ms. Danes ist vollkommen in ihrem Element […]. Sie bringt Temples Zerissenheit genauso direkt und fesselnd herüber wie ihre seltenere Heiterkeit…“).
In der deutschen Presse wurde die Filmbiographie kaum behandelt. Lediglich Martin Weber von der Zeitung Thüringer Allgemeine nennt den Film „Eine bewegende Story mit einem angenehm heiteren Unterton fernab von Rührseligkeit.“

### Auszeichnungen (Auswahl)
Emmy Awards 2010
| Kategorie                                                    | Nominierte                                                                                                   | Ergebnis  |
| ------------------------------------------------------------ | --- | --------- |
| Fernsehfilm                                                  | Emily Gerson Saines, Gil Bellows, Anthony Edwards, Dante Di Loreto, Paul Lister, Alison Owen, Scott Ferguson | Gewonnen  |
| Regie bei einer Miniserie, Fernsehfilm oder Dramatic Special | Mick Jackson                                                                                                 | Gewonnen  |
| Hauptdarstellerin in einer Miniserie oder einem Fernsehfilm  | Claire Danes                                                                                                 | Gewonnen  |
| Nebendarsteller in einer Miniserie oder einem Fernsehfilm    | David Strathairn                                                                                             | Gewonnen  |
| Nebendarstellerin in einer Miniseries or einem Fernsehfilm   | Catherine O’Hara                                                                                             | Nominiert |
| Nebendarstellerin in einer Miniserie oder einem Fernsehfilm  | Julia Ormond                                                                                                 | Gewonnen  |
| Drehbuch einer Miniserie oder eines Fernsehfilms             | Christopher Monger, William Merritt Johnson                                                                  | Nominiert |

Golden Globe Awards 2011
| Kategorie                                              | Nominierte       | Ergebnis  |
| ------------------------------------------------------ | ---------------- | --------- |
| Beste Miniserie oder TV-Film                           |                  | Nominiert |
| Beste Hauptdarstellerin – Miniserie oder TV-Film       | Claire Danes     | Gewonnen  |
| Bester Nebendarsteller – Serie, Miniserie oder TV-Film | David Strathairn | Nominiert |

Screen Actors Guild Awards 2011
| Kategorie                                              | Nominierte       | Ergebnis  |
| ------------------------------------------------------ | ---------------- | --------- |
| Beste Darstellerin in einem Fernsehfilm oder Miniserie | Claire Danes     | Gewonnen  |
| Beste Darstellerin in einem Fernsehfilm oder Miniserie | Catherine O’Hara | Nominiert |
| Beste Darstellerin in einem Fernsehfilm oder Miniserie | Julia Ormond     | Nominiert |